# Hemmingstedt
Hemmingstedt est une commune de l'arrondissement de Dithmarse, dans le Land du Schleswig-Holstein.

## Géographie
La commune se situe entre Heide et Meldorf sur la Bundesstraße 5, proche de la Bundesautobahn 23. La mer du Nord est à vingt minutes en voiture.
Elle regroupe les quartiers de Braaken, Dellweg, Hohenheide, Norderwurth et Volkerswurth.

## Histoire
La paroisse de Hemmingstedt est mentionnée pour la première fois en 1323.
La bataille de Hemmingstedt se déroula le 17 février 1500. Elle oppose les paysans de la Dithmarse à Johann et son frère Friedrich, co-ducs de Schleswig et de Holstein, qui veulent les soumettre. Les paysans ouvrent les écluses et inondent la région. Ils parviennent à immobiliser leurs armées et remportent la bataille.
L'église date de la Renaissance, du XIVe siècle, le Christ dedans est du XVe. Le grand moulin est bâti en 1858.
À cause de la raffinerie, la commune fut régulièrement bombardée durant la Seconde Guerre mondiale.

## Économie

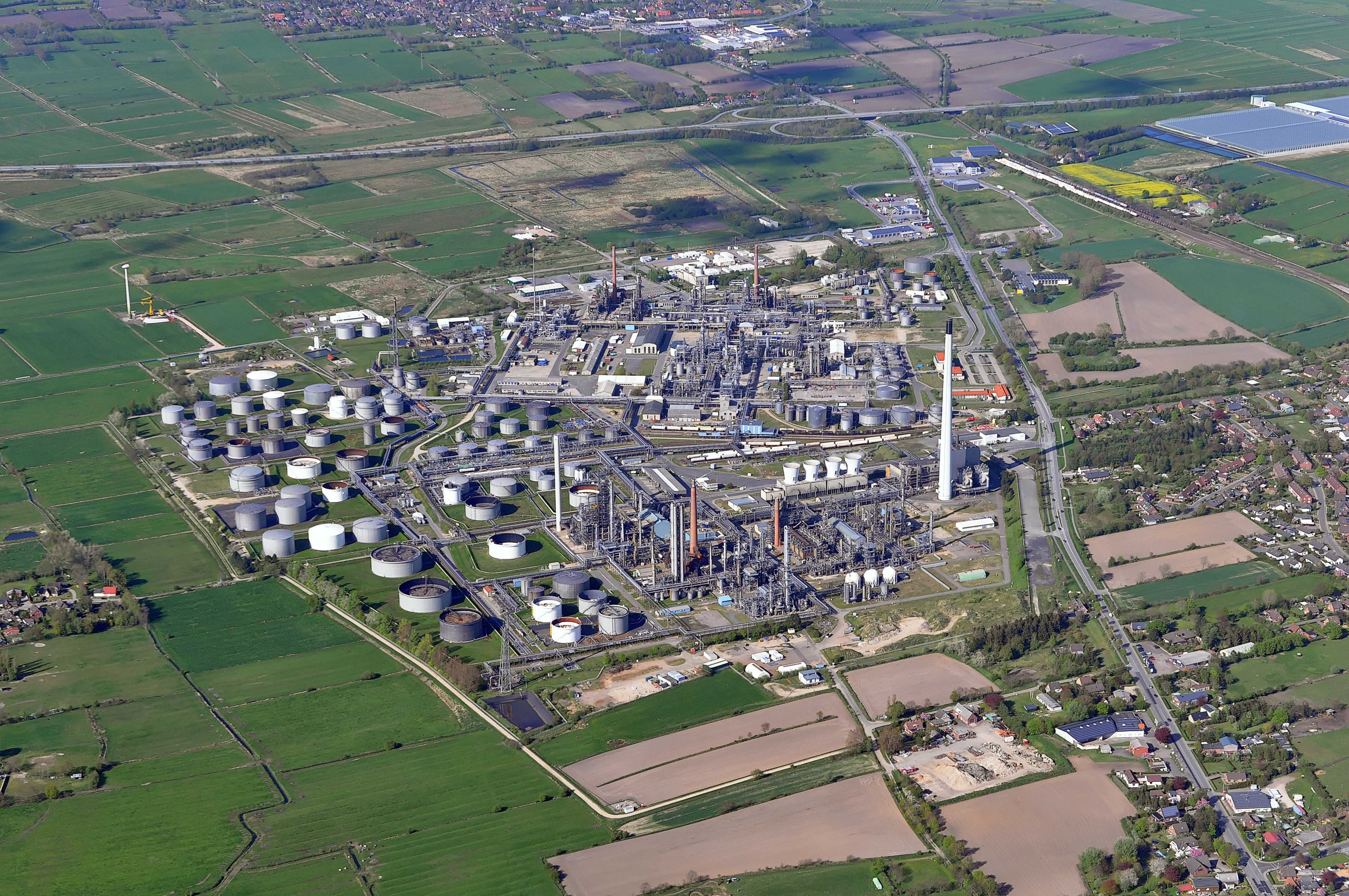
La raffinerie de Hemmingstedt

À Hemmingstedt se trouve une raffinerie, sa cheminée fait une hauteur de 175 m. Elle est l'un des plus importants employeurs de la région. Autrefois propriété de RWE Dea (en), elle appartient maintenant à Shell. Elle traite quatre millions de tonnes de pétrole brut dans l'année. Elle produit aussi du gazole, du fioul et des matières premières pour l'industrie chimique (éthylène, benzène, éthylbenzène).
Le pétrole venait d'abord du champ pétrolifère entre Hemmingstedt et Heide qui s'est tari en 1991, il est ensuite importé depuis le port de Brunsbüttel ou vient du nouveau champ de Mittelplate.

## Source, notes et références
- (de) Cet article est partiellement ou en totalité issu de l’article de Wikipédia en allemand intitulé « Hemmingstedt » (voir la liste des auteurs).